# نطيحة
النطيحة، مصطلح إسلامي ورد في القرآن الكريم. وهي البهيمة التي نطحتها أخرى فماتت بسبب ذلك، وهي على هذا من باب: فعيلة بمعنى مفعولة أي منطوحة. وهي محرمة بحسب الشريعة الإسلامية.

## في اللغة
النطيحة هي فعيلة بمعنى مفعولة، وهي التي تنطحها أخرى فتموت من دون تذكية، وقيل أيضا: فعيلة بمعنى فاعلة، لأن الدابتين تتناطحان فتموتان، وقيل: نطيحة ولم يقل نطيح مع أنه قياس فعيل، لأن لزوم الحذف مختص بما كان من هذا الباب، صفة لموصوف مذكور، فإن لم يذكر ثبتت التاء للنقل من الوصفية إلى الإسمية .

## في القران
وردت كلمة النطيحة في القران الكريم في سورة المائدة الاية الثالثة ﴿حُرِّمَتْ عَلَيْكُمُ الْمَيْتَةُ وَالدَّمُ وَلَحْمُ الْخِنْزِيرِ وَمَا أُهِلَّ لِغَيْرِ اللَّهِ بِهِ وَالْمُنْخَنِقَةُ وَالْمَوْقُوذَةُ وَالْمُتَرَدِّيَةُ وَالنَّطِيحَةُ وَمَا أَكَلَ السَّبُعُ إِلَّا مَا ذَكَّيْتُمْ وَمَا ذُبِحَ عَلَى النُّصُبِ وَأَنْ تَسْتَقْسِمُوا بِالْأَزْلَامِ ذَلِكُمْ فِسْقٌ الْيَوْمَ يَئِسَ الَّذِينَ كَفَرُوا مِنْ دِينِكُمْ فَلَا تَخْشَوْهُمْ وَاخْشَوْنِ الْيَوْمَ أَكْمَلْتُ لَكُمْ دِينَكُمْ وَأَتْمَمْتُ عَلَيْكُمْ نِعْمَتِي وَرَضِيتُ لَكُمُ الْإِسْلَامَ دِينًا فَمَنِ اضْطُرَّ فِي مَخْمَصَةٍ غَيْرَ مُتَجَانِفٍ لِإِثْمٍ فَإِنَّ اللَّهَ غَفُورٌ رَحِيمٌ ۝٣﴾، والمراد بالنطيحة في الاية البهيمة التي نطحتها أخرى فماتت بسبب ذلك، وهي على هذا من باب فعيلة بمعنى مفعولة أي منطوحة، فإذا ماتت فلا يحل أكلها.
قال أبو جعفر يعني بقوله النطيحة: الشاة التي تنطحها أخرى فتموت من النطاح بغير تذكية، فحرم الله جل ثناؤه ذلك على المؤمنين إن لم يدركوا ذكاته قبل موته، وأصل النطيحة والمنطوحة صرفت من مفعولة إلى فعيلة، وتأويل الكلام حرمت عليكم الميتة نطاحا، كأنه عنى: وحرمت عليكم الناطحة التي تموت من نطاحها .

## عند السلف
ورد ذكر النطيحة في تفاسير وأقوال بعض السلف الصالح ومنها: حدثني المثنى قال حدثنا عبد الله قال حدثني معاوية عن علي عن أبي عباس قوله : والنطيحة قال: الشاة تنطح الشاة، حدثنا ابن وكيع قال حدثنا أبو أحمد الزبيري عن قيس عن أبي إسحاق عن أبي ميسرة قال كان يقرأ ( والمنطوحة، حدثنا ابن وكيع قال حدثنا أبو خالد الأحمر عن جويبر عن الضحاك : والنطيحة الشاتان ينتطحان فيموتان، حدثنا محمد بن الحسين قال حدثنا أحمد بن المفضل قال حدثنا أسباط عن السدي : والنطيحة هي التي تنطحها الغنم والبقر فتموت،  حدثنا بشر قال حدثنا يزيد قال حدثنا سعيد عن قتادة : والنطيحة كان الكبشان ينتطحان فيموت أحدهما فيأكلونه، حدثت عن الحسين بن الفرج قال سمعت أبا معاذ يقول أخبرنا عبيد قال سمعت الضحاك يقول في قوله : والنطيحة قال الشاة تنطح الشاة فتموت.